# Milphosis
Milphosis är den vetenskapliga termen för förlust av ögonfransar. Förlust av ögonfransar är ett sjukdomstecken som kan bero på flera olikartade tillstånd. Vid samtidig förlust av ögonbryn kallas det madarosis.
Förlust av hår på kroppen kallas i medicinska sammanhang alopecia, och kan innefatta allt slags huvud- och kroppshår, samt uppkomma lokalt eller generellt. Vid milphosis uppkommer håravfallet (åtminstone) på ögonfransarna. Tillståndet kan utvecklas genom att ögonfransarna blir kortare och kortare, eller genom att de plötsligt faller av och saknas antingen fläckvis eller helt och hållet.
Milphosis kan bero på hudsjukdomar som psoriasis, endokrina sjukdomar som hypo- och hyperthyroidism, förgiftning och läkemedelsbiverkning, till följd av systemiska eller lokala infektioner och inflammationer, sickle cell anemi, trauma mot ögonlocket, trichotillomani, med mera.
Långvarig användning av kosmetika såsom mascara kan leda till en förlust av ögonfransar.

## Referenslista
1. ↑  David R. Jordan, Eyelash Loss, Semin Plast Surg. 2007 February; 21(1): 32–36